# Greatest Hits (album sastava Ramones)
Greatest Hits kompilacijski je album od američkog punk rock sastava Ramones, koji izlazi u lipnju 2006.g.

## Popis pjesama
Sve pjesme napisali su Joey Ramone, Johnny Ramone, Dee Dee Ramone, Tommy Ramone, osim gdje je drugačije naznačeno.
1. "Blitzkrieg Bop" (Tommy Ramone) – 2:14
2. "Beat On The Brat" (Joey Ramone) – 2:31
3. "Judy Is A Punk" (Joey Ramone, Dee Dee Ramone) – 1:32
4. "I Wanna Be Your Boyfriend" (Tommy Ramone) – 2:24
5. "Sheena Is a Punk Rocker" (Joey Ramone) – 2:49
6. "Pinhead" (Dee Dee Ramone) – 2:42
7. "Commando" – 1:51
8. "Rockaway Beach" (Dee Dee Ramone) – 2:06
9. "Were A Happy Family" – 2:40
10. "Cretin Hop" – 1:55
11. "Teenage Lobotomy"  – 2:10
12. "I Wanna Be Sedated" (Joey Ramone) – 2:29
13. "I Just Wanna Have Something To Do" (Joey Ramone) – 2:42
14. "Rock 'N' Roll High School" (Joey Ramone) – 2:20
15. "Baby, I Love You" (Phil Spector, Jeff Barry, Ellie Greenwich) – 3:47
16. "Do You Remember Rock 'N' Roll Radio?" (Joey Ramone) – 3:50
17. "The KKK Took My Baby Away" (Joey Ramone) – 2:32
18. "Outsider" (Dee Dee Ramone) – 2:10
19. "Pet Sematary" (Dee Dee Ramone, Daniel Rey) – 3:30
20. "Warthog" (Dee Dee Ramone, Johnny Ramone) – 1:54

## Vanjske poveznice
- discogs.com - Ramones - Greatest Hits